# Dan McClintock
Pour les articles homonymes, voir McClintock.
Daniel « Dan » McClintock, né le 19 avril 1977 à Fountain Valley, est un joueur américain de basket-ball évoluant au poste de pivot.

## Biographie
Il rejoint l'AS Monaco qui évolue en troisième division (NM1), en mars 2013.

## Clubs successifs

### Université
- 1995-2000 :  Northern Arizona University (NCAA I)

### Professionnel
- 2000-2001 :  Denver (NBA)
- 2001 :  Bologne (LegA)
- 2002 :  Borgomanero (Legadue)
- 2002-2003 :  Shanghai (CBA)
- 2003-2004 :  Ventspils (LBL)
- 2004-2007 :  Nancy (Pro A)
- 2007-2008 :  Oldenburg (Basketball-Bundesliga)
- 2008-2009 :  Gravelines Dunkerque (Pro A)
- 2009-2010 :  MBC Mykolaïv (Premiere division)
- 2010 :  Azovmach Marioupol (Premiere division)
- 2013 :  AS Monaco (Troisième division (NM1))

## Palmarès
- Champion de Lettonie : 2004
- Vainqueur de la Semaine des As : 2005